# Comuna Kloštar Podravski, Koprivnica-Križevci
Kloštar Podravski este o comună în cantonul Koprivnica-Križevci, Croația, având o populație de 3.306 locuitori (2011).

## Demografie
Componența etnică a comunei Kloštar Podravski
     Croați (99%)
     Necunoscut (0,12%)
     Neclasificat (0,76%)
Componența confesională a comunei Kloštar Podravski
     Catolici (98%)
     Necunoscută (0,45%)
     Alte religii (1,51%)
Conform recensământului din 2011, comuna Kloštar Podravski avea 3.306 locuitori. Din punct de vedere etnic, majoritatea locuitorilor (99,0%) erau croați. Apartenența etnică nu este cunoscută în cazul a 0,12% din locuitori. Din punct de vedere confesional, majoritatea locuitorilor (98,0%) erau catolici. Pentru 0,45% din locuitori nu este cunoscută apartenența confesională.